# Jesper Helsø
H.E. Hans Jesper Helsø (født 9. juli 1948), forhenværende dansk forsvarschef.
Helsø indkaldes i 1968 til Forsvaret og bliver i første omgang sergent og officer af reserven. I 1974 bliver han premierløjtnant og gør de følgende fire år tjeneste ved Kongens Artilleriregiment. I 1982-83 er han – nu som kaptajn – på generalstabskursus i USA. I 1990 udnævnes han til oberstløjtnant og kommer tilbage til artilleriet som afdelingschef i et par år. Efter en kortere stabstjeneste ved Hærens Operative Kommando bliver han chef for Kongens Artilleriregiment i et par år. I 2000-02 er han chef for Hærens Operative Kommando, og herefter chef for Forsvarsstaben frem til udnævnelsen til forsvarschef. I august 2008 faldt Helsø for forsvarets aldersgrænse og blev afløst af Tim Sloth Jørgensen.
Tjenesteforløbet har været suppleret med et par internationale udsendelser; først på Cypern (UNFICYP) i 1979 og siden ved UNPROFOR på Balkan i 1995.
Helsø må i 2002 – et par måneder før planlagt – træde til som forsvarschef som følge af Christian Hvidts tidlige fratræden. Perioden som forsvarschef præges især af omstillingen af Forsvaret fra at være et mobiliseringsforsvar til at være et værnepligtsbaseret professionelt forsvar, hvor udsendelser udgør en betydelig del af indsatsen. Planlægningen af denne ændring skete i Forsvarets egen ledelse og er beskrevet i udsendelsen K-notatet i tv-serien Magtens billeder.
Efter sin tid som forsvarschef har Helsø engageret sig i organisationer som knytter sig til Forsvaret, bl.a. som medlem af Soldaterlegatets legatuddelingskomite og bestyrelsen for KFUMs Soldatermission.
Helsø er gift og har fire børn.
Helsø er tildelt: Storkors af dannebrogordenen (tildelt den 1. januar 2007), Hæderstegnet for god tjeneste i Hæren, Reserveofficersforeningen i Danmarks hæderstegn, Fredsprismedaljen, Storkorset af det estiske Ørnekors, Storofficer af den franske l´ordre national mérite, Kommandørkorset af den amerikanske Fortjenstlegion, Medaljen for støtten til Letlands medlemskab i NATO, FN-medaljen for tjeneste i Cypern og Bosnien.